# David Charles Hahn
David (Charles) Hahn (* 30. Oktober 1976; †  27. September 2016) war ein US-amerikanischer Experimentator, der im Alter von 17 Jahren versuchte, einen Kernreaktor (genauer: Neutronenquelle) zu bauen.
Hahn, ein Pfadfinder der Boy Scouts of America, führte seine Experimente im Geheimen in einem Hinterhofschuppen im Haus seiner Mutter in Commerce Township, Michigan durch. Obwohl von dem Reaktor nie eine wirkliche Gefahr ausging, erregte Hahn die Aufmerksamkeit der Behörden, als die örtliche Polizei wegen des Verdachts eines Diebstahls sein Auto durchsuchte und er sie auf die im Fahrzeug gelagerten radioaktiven Stoffe hinwies. Daraufhin wurden das FBI und die Nuclear Regulatory Commission eingeschaltet, die aber Monate brauchten, um die Verantwortlichkeit zu klären. Schließlich wurde die Environmental Protection Agency (EPA) aktiv, die das Grundstück durchsuchte, aber außer einer gesteigerten Strahlenbelastung nicht viel fand, da seine Mutter aus Angst, wegen seiner Experimente ihr Grundstück zu verlieren, das Labor in der Zwischenzeit abgebaut und mitsamt dem radioaktiven Abfall auf eine Mülldeponie gebracht hatte.
Hahn lehnte eine von den Behörden wegen ionisierender Strahlung vorgeschlagene ärztliche Untersuchung im Kernkraftwerk Enrico Fermi ab.

## Bauversuch des Reaktors
Hahn war ein von der Chemie faszinierter Pfadfinder und führte, zu Anfang mithilfe eines Chemiebaukastens, chemische Experimente durch, die manchmal zu kleinen Explosionen und anderen Pannen führten. Er wurde zum Teil durch das Lesen des Buches The Golden Book of Chemistry Experiments inspiriert und versuchte Proben von jedem Element im Periodensystem zu sammeln, einschließlich der radioaktiven. Er war fasziniert von der Idee, einen Brutreaktor in seinem Haus zu bauen. Hahn sammelte mit Sorgfalt radioaktives Material an, indem er kleine Mengen von Haushaltsprodukten wie Americium aus Ionisationsrauchmeldern, Radium aus Uhren und Tritium aus Visieren sammelte. Sein "Reaktor" war ein aufgebohrter Block aus Blei; Für den Reaktorkernmantel beschaffte er sich Thorium, indem er Glühstrümpfe, aus dem Kauf von Hunderten von Bergbaulampen, mit einem Schweißbrenner zum Schmelzen brachte, sodass Thoriumasche entstand. Diese Asche reinigte er mit Hilfe von aus Batterien im Wert von 1.000 US-Dollar gewonnenem Lithium über einem Bunsenbrenner. Um das Thorium zu bestrahlen und daraus Uran herzustellen, wollte er eine Neutronenkanone bauen, doch blieb diese stets funktionsunfähig.

## Militärische Laufbahn
Hahn wurde schließlich depressiv, ein Problem, das durch die Trennung von seiner damaligen Freundin und den Selbstmord seiner Mutter Anfang 1996 noch verschärft wurde. Sein Vater und seine Stiefmutter ermutigten ihn zunächst, das Macomb Community College zu besuchen. Dort schrieb er sich für ein Metallurgie-Programm ein, blieb jedoch häufig dem Unterricht fern. Schließlich trat er in die United States Navy ein und wurde dem atomgetriebenen Flugzeugträger Enterprise als Matrose zugeteilt. Nach vier Jahren wurde er Spezialist für Innenkommunikation im Rang eines Unteroffiziers. Er trat den US-Marines bei und wurde in Japan stationiert. Nach ein paar weiteren Jahren wurde er aus medizinischen Gründen entlassen und zog zurück nach Michigan.

## Diebstahl von Rauchmeldern
Am 1. August 2007 wurde Hahn in Clinton Township, Michigan, wegen Diebstahls angeklagt, weil er einige Ionisationsrauchmelder zu entwenden versucht hatte. Seine Absicht war es, Americium aus ihnen zu gewinnen. Im Prozess bekannte sich Hahn schuldig. Er wurde wegen versuchten Diebstahls zu 90 Tagen Gefängnis verurteilt. Gerichtsakten zufolge wurde seine Strafe um sechs Monate verschoben, während Hahn in der psychiatrischen Abteilung des Bezirksgefängnisses von Macomb medizinisch behandelt wurde.

## Tod
Am 27. September 2016 starb er im Alter von 39 Jahren in Shelby Charter Township des Macomb County in Michigan an Vergiftung durch eine Kombination aus Alkohol, Diphenhydramin und Fentanyl. Hahn zählt somit zu den Opfern der Opioidepidemie in den USA.

## Rezeption
Nachdem der Schriftsteller Ken Silverstein 1998 einen Artikel über den Vorfall im Harper’s Magazine veröffentlicht hatte, wurde David Hahn einer breiteren Öffentlichkeit bekannt. Im Jahr 2004 erschien das Buch The Radioactive Boy Scout.
Hahns Experimente inspirierten andere zu ähnlichen Versuchen, insbesondere Taylor Wilson, der im Alter von 14 Jahren erfolgreich einen Kernreaktor baute.
In der Staffel 2, Folge 13 von Young Sheldon wird die Geschichte von Hahn auf den jungen Sheldon Cooper umgemünzt.